# Ectropothecium clandestinum
Ectropothecium clandestinum là một loài Rêu trong họ Hypnaceae. Loài này được Ångström mô tả khoa học đầu tiên năm 1876.